# Nor Kesaria
Nor Kesaria – wieś w Armenii, w prowincji Armawir. W 2011 roku liczyła 1269 mieszkańców.